# At Gwanghwamun
Albums de Kyuhyun
Fall, Once Again
(2015)
Singles
1. At Gwanghwamun
Sortie : 13 novembre 2014

At Gwanghwamun (coréen : 광화문에서) est un extended play du chanteur sud-coréen Kyuhyun, un membre du boys band Super Junior. Il est sorti le 13 novembre 2014 sous SM Entertainment et est distribué par KT Music. L'EP contient un total de sept pistes, dont la chanson-titre éponyme.

## Contexte
Le 6 novembre 2014, il a été annoncé que le plus jeune membre de Super Junior, Kyuhyun, sortirait son premier mini-album intitulé At Gwanghwamun, le 13 novembre, le faisant devenir le quatrième artiste solo de SM Entertainment en un peu plus d'un an, après Henry (Fantastic) de Super Junior-M, Taemin (Ace) de SHINee et Zhou Mi, un autre membre de Super Junior-M qui a récemment débuté sur scène avec Rewind le 3 novembre.
Avec plusieurs images teaser sur le thème de l'automne, le chanteur a mis en ligne plusieurs bribes de teasers sur son compte Twitter officiel. Chaque teaser ne durait que quelques secondes, mais ils ont donné aux fans l'opportunité d'avoir un aperçu du mini-album à venir,.

## Sortie
Le 13 novembre 2014, Kyuhyun a sorti son EP sur plusieurs sites musicaux, et la chanson-titre est sortie à minuit (heure coréenne). La chanson-titre s'est immédiatement classée première sur neuf classements en temps réel tels que MelOn, Genie, Soribada, Daum Music, Naver Music, Mnet, Olleh Music, Bugs et Monkey3, faisant ainsi un « all-kill ». Non seulement sa chanson-titre a fait un carton, mais toutes ses chansons se sont classées dans le top 10 dans la plupart des sites musicaux,,,.
Le 26 novembre 2014, Kyuhyun a sorti une version chinoise de la chanson-titre At Gwanghwamun.

## Composition
La chanson-titre "At Gwanghwamun" (coréen : 광화문에서) a été composée et écrite par la compositrice de SM Entertainment, Kenzie. C'est une ballade triste qui parle de ruptures douloureuses, donnant un sentiment caractéristique à l'automne que ses auditeurs aiment entendre. La voix douce et émotionnelle de Kyuhyun peut être entendu dans le fond de la chanson, accompagnée par des instruments à corde et un tambour.
L'EP a aussi gagné beaucoup d'attention pour sa liste de pistes, notamment avec "Eternal Sunshine", composé par la pianiste Yiruma et 2FACE, mais aussi "My Thoughts, Your Memories" (coréen : 나의 생각, 너의 기억) composé par le chanteur lui-même, les paroles ont été écrites par Changmin de TVXQ qui est connu pour être un bon ami de Kyuhyun,.

## Liste des pistes
| 1. | At Gwanghwamun (광화문에서)                       | Kenzie         | Kenzie                           | 4:42 |
| 2. | Eternal Sunshine                                  | Yang Jae Seon  | Yiruma, 2Face                    | 4:15 |
| 3. | At Close (뒷모습이 참 예뻤구나)                   | Honeydew'O     | Honeydew'O                       | 3:56 |
| 4. | Moment of Farewell (이별을 말할 때)               | Swan           | Kim Tae Sung, Kim Yong Shin, 220 | 3:35 |
| 5. | One Confession (사랑이 숨긴 말들)                 | Yang Jae Seon  | Yoon Young Jun                   | 4:31 |
| 6. | Flying, Deep in the Night (깊은 밤을 날아서)      | Lee Young Hoon | Lee Young Hoon, Kenzie           | 3:23 |
| 7. | My Thoughts, Your Memories (나의 생각, 너의 기억) | Changmin       | Kyuhyun, Hwang Sung Je           | 4:31 |

| Téléchargement uniquement | Téléchargement uniquement                         | Téléchargement uniquement | Téléchargement uniquement        | Téléchargement uniquement | Téléchargement uniquement | Téléchargement uniquement | Téléchargement uniquement | Téléchargement uniquement | Téléchargement uniquement |
| No                        | Titre                                             | Paroles                   | Musique                          | Durée                     |                           |                           |                           |                           |                           |
| ------------------------- | ------------------------------------------------- | ------------------------- | -------------------------------- | ------------------------- | ------------------------- | ------------------------- | ------------------------- | ------------------------- | ------------------------- |
| 1.                        | At Gwanghwamun (광화문에서)                       | Kenzie                    | Kenzie                           | 4:42                      |                           |                           |                           |                           |                           |
| 2.                        | Eternal Sunshine                                  | Yang Jae-seon             | Yiruma, 2Face                    | 4:15                      |                           |                           |                           |                           |                           |
| 3.                        | At Close (뒷모습이 참 예뻤구나)                   | Honeydew'O                | Honeydew'O                       | 3:56                      |                           |                           |                           |                           |                           |
| 4.                        | Moment of Farewell (이별을 말할 때)               | Swan                      | Kim Tae-sung, Kim Yong-shin, 220 | 3:35                      |                           |                           |                           |                           |                           |
| 5.                        | One Confession (사랑이 숨긴 말들)                 | Yang Jae-seon             | Yoon Young-jun                   | 4:31                      |                           |                           |                           |                           |                           |
| 6.                        | Flying, Deep in the Night (깊은 밤을 날아서)      | Lee Young-hoon            | Lee Young-hoon, Kenzie           | 3:23                      |                           |                           |                           |                           |                           |
| 7.                        | My Thoughts, Your Memories (나의 생각, 너의 기억) | Changmin                  | Kyuhyun, Hwang Sung-je           | 4:31                      |                           |                           |                           |                           |                           |
| 8.                        | 在光化门 (At Gwanghwamun) (Version chinoise)      | Kenzie                    | Kenzie                           | 4:42                      |                           |                           |                           |                           |                           |
| 33:39                     |                                                   |                           |                                  |                           |                           |                           |                           |                           |                           |

Notes
- La chanson de la piste 3 peut être traduit en "From the Back, You Looked Very Pretty".
- La chanson de la piste 4 peut être traduit en "The Time to Say Goodbye".
- La chanson de la piste 5 peut être traduit en "Words Hidden by Love".
- La piste 6 est une version cover d'une chanson du même titre, originellement chantée par l'auteur-compositeur-interprète sud-coréen Lee Moon-se, tiré de son quatrième album studio When Love Passes By sorti en 1987[10],[11].

## Performance dans les classements

### Classement des albums
| Classement (2014)               | Meilleure position | Ventes         |
| ------------------------------- | ------------------ | -------------- |
| 2014 Gaon Weekly Albums Chart   | 1                  | - COR: 72,824+ |
| 2014 Gaon Monthly Albums Chart  | 1                  | - COR: 72,824+ |
| 2014 Gaon Year-End Albums Chart | 35                 | - COR: 72,824+ |
| US Billboard World Albums Chart | 2                  | - COR: 72,824+ |

### Classement des singles
At Gwanghwamun
| Classement (2014)                 | Meilleure position | Ventes                                        |
| --------------------------------- | ------------------ | --------------------------------------------- |
| 2014 Gaon Weekly Singles Chart    | 2                  | - COR: 1 580 479+ (téléchargements seulement) |
| 2014 Gaon Monthly Download Chart  | 3                  | - COR: 1 580 479+ (téléchargements seulement) |
| 2014 Gaon Year-End Download Chart | 42                 | - COR: 1 580 479+ (téléchargements seulement) |

### Autres chansons classées
| Titre                      | Meilleure position | Ventes                                     |
| Titre                      | COR Gaon           | Ventes                                     |
| -------------------------- | ------------------ | ------------------------------------------ |
| At Close                   | 41                 | - COR: 72,000+ (téléchargements seulement) |
| Eternal Sunshine           | 44                 | - COR: 66,000+ (téléchargements seulement) |
| Moment of Farewell         | 49                 | - COR: 64,000+ (téléchargements seulement) |
| My Thoughts, Your Memories | 56                 | - COR: 51,000+ (téléchargements seulement) |
| One Confession             | 57                 | - COR: 52,000+ (téléchargements seulement) |
| Flying, Deep in the Night  | 61                 | - COR: 33,000+ (téléchargements seulement) |

## Récompenses et nominations

### Cérémonies annuelles
| Année | Prix                        | Catégorie                              | Travail nommé  | Résultat   |
| ----- | --------------------------- | -------------------------------------- | -------------- | ---------- |
| 2015  | 24e Seoul Music Awards      | Bonsang                                | At Gwanghwamun | Nomination |
| 2015  | 24e Seoul Music Awards      | Prix de popularité High1/Mobile        | Kyuhyun        | Nomination |
| 2015  | 24e Seoul Music Awards      | Prix spécial Hallyu                    | Kyuhyun        | Nomination |
| 2015  | allkpop Awards 2014         | Meilleur solo masculin                 | Kyuhyun        | Lauréat    |
| 2015  | 17e Mnet Asian Music Awards | Artiste de l'année                     | Kyuhyun        | Nomination |
| 2015  | 17e Mnet Asian Music Awards | Meilleur artiste masculin              | Kyuhyun        | Nomination |
| 2015  | 17e Mnet Asian Music Awards | Meilleure performance vocale masculine | At Gwanghwamun | Nomination |
| 2015  | 17e Mnet Asian Music Awards | Chanson de l'année                     | At Gwanghwamun | Nomination |
| 2016  | 30e Golden Disk Awards      | Disk Bonsang                           | At Gwanghwamun | Nomination |
| 2016  | 30e Golden Disk Awards      | Digital Bonsang                        | At Gwanghwamun | Lauréat    |

### Émissions musicales
| Chanson          | Programme                 | Date             |
| ---------------- | ------------------------- | ---------------- |
| "At Gwanghwamun" | M! Countdown (Mnet)       | 20 novembre 2014 |
| "At Gwanghwamun" | M! Countdown (Mnet)       | 27 novembre 2014 |
| "At Gwanghwamun" | Music Bank (KBS)          | 21 novembre 2014 |
| "At Gwanghwamun" | Show! Music Core (MBC)    | 22 novembre 2014 |
| "At Gwanghwamun" | Show Champion (MBC Music) | 26 novembre 2014 |

## Historique de sortie
| Région       | Date             | Format             | Label                      |
| ------------ | ---------------- | ------------------ | -------------------------- |
| Corée du Sud | 13 novembre 2014 | CD, téléchargement | SM Entertainment, KT Music |
| Mondial      | 13 novembre 2014 | Téléchargement     | SM Entertainment           |